# Ágis I
Ágis I (em grego antigo: Ἆγις; c. 957 a.C. - c. 900 a.C.) foi um rei lendário de Esparta. Filho de Eurístenes, fundador da dinastia dos Ágidas, que governariam a cidade ao lado dos Euripôntidas. Sua genealogia podia ser traçada através de Aristodemo, Aristômaco, Cleodeu e Hilo até Héracles, e sua mãe provavelmente foi Látria ou Anaxandra, irmãs gêmeas filhas de Tersandro (filho de Agamedides).
Durante seu reinado, os lacedemônios participaram da fundação de duas cidades: Patras na Acaia e Eólia, entre a Jônia e a Mísia, na atual Turquia.
| Aristodemo | Aristodemo | Aristodemo | Aristodemo | Aristodemo | Aristodemo |            |            |            |            |            |            | Argia | Argia | Argia      | Argia | Argia | Argia |  |  |  |  | Tersandro (filho de Agamedides) | Tersandro (filho de Agamedides) | Tersandro (filho de Agamedides) | Tersandro (filho de Agamedides) | Tersandro (filho de Agamedides) | Tersandro (filho de Agamedides) |  |  |  |  |  |  |  |  |  |  |  |  |  |  |  |  |  |  |
| Aristodemo | Aristodemo | Aristodemo | Aristodemo | Aristodemo | Aristodemo |            |            |            |            |            |            | Argia | Argia | Argia      | Argia | Argia | Argia |  |  |  |  | Tersandro (filho de Agamedides) | Tersandro (filho de Agamedides) | Tersandro (filho de Agamedides) | Tersandro (filho de Agamedides) | Tersandro (filho de Agamedides) | Tersandro (filho de Agamedides) |  |  |  |  |  |  |  |  |  |  |  |  |  |  |  |  |  |  |
|            |            |            |            |            |            |            |            |            |            |            |            |       |       |            |       |       |       |  |  |  |  |                                 |                                 |                                 |                                 |                                 |                                 |  |  |  |  |  |  |  |  |  |  |  |  |  |  |  |  |  |  |
|            |            |            |            |            |            | Eurístenes | Eurístenes | Eurístenes | Eurístenes | Eurístenes | Eurístenes |       |       |            |       |       |       |  |  |  |  | Látria ou Anaxandra             | Látria ou Anaxandra             | Látria ou Anaxandra             | Látria ou Anaxandra             | Látria ou Anaxandra             | Látria ou Anaxandra             |  |  |  |  |  |  |  |  |  |  |  |  |  |  |  |  |  |  |
|            |            |            |            |            |            | Eurístenes | Eurístenes | Eurístenes | Eurístenes | Eurístenes | Eurístenes |       |       |            |       |       |       |  |  |  |  | Látria ou Anaxandra             | Látria ou Anaxandra             | Látria ou Anaxandra             | Látria ou Anaxandra             | Látria ou Anaxandra             | Látria ou Anaxandra             |  |  |  |  |  |  |  |  |  |  |  |  |  |  |  |  |  |  |
|            |            |            |            |            |            |            |            |            |            |            |            |       |       |            |       |       |       |  |  |  |  |                                 |                                 |                                 |                                 |                                 |                                 |  |  |  |  |  |  |  |  |  |  |  |  |  |  |  |  |  |  |
|            |            |            |            |            |            |            |            |            |            |            |            |       |       | Ágis I     |       |       |       |  |  |  |  |                                 |                                 |                                 |                                 |                                 |                                 |  |  |  |  |  |  |  |  |  |  |  |  |  |  |  |  |  |  |
|            |            |            |            |            |            |            |            |            |            |            |            |       |       |            |       |       |       |  |  |  |  |                                 |                                 |                                 |                                 |                                 |                                 |  |  |  |  |  |  |  |  |  |  |  |  |  |  |  |  |  |  |
|            |            |            |            |            |            |            |            |            |            |            |            |       |       | Equéstrato |       |       |       |  |  |  |  |                                 |                                 |                                 |                                 |                                 |                                 |  |  |  |  |  |  |  |  |  |  |  |  |  |  |  |  |  |  |